# Muhammad (sourate)
Pour les articles homonymes, voir Muhammad (homonymie).
Muhammad (arabe : سُورَةُ مُحَمَّدٍ, français : Mahomet) est le nom traditionnellement donné à la 47e sourate du Coran, le livre sacré de l'islam. Elle comporte 38 versets. Rédigée en arabe comme l'ensemble de l'œuvre religieuse, elle fut proclamée, selon la tradition musulmane, durant la période médinoise.

## Origine du nom
Bien que le titre ne fasse pas directement partie du texte coranique, la tradition musulmane a donné comme nom à cette sourate Muhammad, référence au verset 2 : « Et ceux qui ont cru et accompli de bonnes œuvres et ont cru en ce qui a été descendu sur Muhammad - et c’est la vérité venant de leur Seigneur - Il leur efface leurs méfaits et améliore leur condition. »
Le titre provient du verset 2. D’autres titres sont connus comme alladhinakafaru (« ceux qui ont mécru »), en référence au premier verset, ou al-qital (« le combat »), en référence au vingtième verset.

## Historique
Il n'existe à ce jour pas de sources ou documents historiques permettant de s'assurer de l'ordre chronologique des sourates du Coran. Néanmoins selon une chronologie musulmane attribuée à Ǧaʿfar al-Ṣādiq (VIIIe siècle) et largement diffusée en 1924 sous l’autorité d’al-Azhar,, cette sourate occupe la 95e place. Elle aurait été proclamée pendant la période médinoise, c'est-à-dire schématiquement durant la seconde partie de la vie de Mahomet, après avoir quitté La Mecque. Contestée dès le XIXe par des recherches universitaires, cette chronologie a été revue par Nöldeke,, pour qui cette sourate est la 96e.
Nöldeke a voulu voir dans cette sourate un texte révélé peu après la bataille de Badr (qui, selon la tradition, s'est déroulée en mars 624, soit vers le 17 Ramadan de la deuxième année du calendrier hégirien). Néanmoins, « la forme de cette sourate est complexe et semble relever d’une juxtaposition de textes différents ».

## Interprétations

### Versets 1-3: châtiment des mécréants
Cette sourate commence abruptement par « ceux qui ont mécru » (Al-Ladhīna Kafarū), expression généralement présente dans le corps du texte. Le Coran ne précise pas ici le contexte exacte de cette mécréance, ni même l’identité de ces personnes. Le verset exprime leur châtiment ; Allah annulera leurs bonnes actions.
Le verset 2 « ceux qui ont cru » crée un balancement et exprime le fait qu’Allah effacera leurs mauvaises actions. À l’expression habituelle dans le Coran a été rajouté, probablement en une interpolation tardive « ceux qui ont cru en ce qui a été révélé à Mahomet ».
Ce passage est l’une des rares (quatre) mentions de Mahomet dans le Coran. Ce terme est originellement un adjectif, avant de devenir par la suite un nom propre. Ainsi, plusieurs chercheurs ont considéré que l’emploi coranique est un emploi adjectival et non nominal. A posteriori, la tradition musulmane utilisera ce terme pour désigner le prophète de l’islam.
Le verset 3 récapitule les deux premiers versets.

Texte de la sourate (Coran datant de 1874)
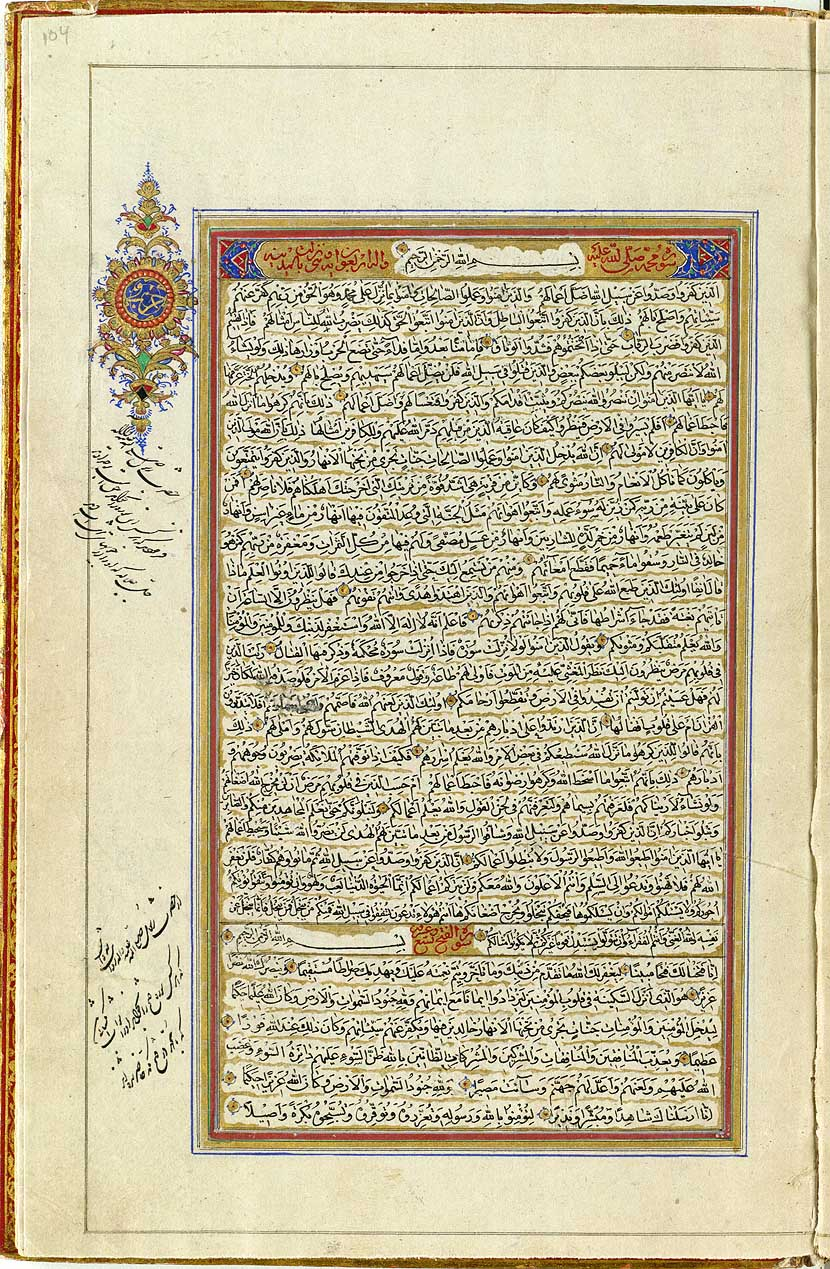